# Orania (chi ốc biển)
Orania là một chi ốc biển, là động vật thân mềm chân bụng sống ở biển thuộc họ Muricidae, họ ốc gai.

## Các loài
Các loài thuộc chi Orania bao gồm:
- Orania adiastolos Houart, 1995[2]
- Orania archaea Houart, 1995[3]
- Orania atea Houart & Tröndlé, 2008[4]
- Orania badia (Reeve, 1845)[5]
- Orania bimucronata (Reeve, 1846)[6]
- Orania birileffi (Lischke, 1871)[7]
- Orania corallina (Melvill & Standen, 1903)[8]
- Orania dharmai Houart, 1995[9]
- Orania ficula (Reeve 1848)[10]
- Orania fischeriana (Tapparone-Canefri, 1882)[11]
- Orania fusulus (Brocchi, 1814)[12]
- Orania gaskelli (Melvill, 1891)[13]
- Orania infans (E. A. Smith, 1884)[14]
- Orania livida (Reeve, 1846)[15]
- Orania maestratii Houart & Tröndlé, 2008[16]
- Orania mixta (Houart, 1995)[17]
- Orania nodosa (Hombron & Jacquinot, 1841)[18]
- Orania nodulosa (Pease, 1869)[19]
- Orania ornamentata Houart, 1995[20]
- Orania pacifica (Nakayama, 1988)[21]
- Orania pholidota (Watson, 1883)[22]
- Orania pleurotomoides (Reeve, 1845)[23]
- Orania purpurea (Kuroda & Habe, 1961)[24]
- Orania rosadoi Houart, 1998[25]
- Orania rosea Houart, 1996[26]
- Orania serotina (A. Adams, 1853)[27]
- Orania simonetae Houart, 1995[28]
- Orania subnodulosa (Melvill, 1893)[29]
- Orania taeniata Houart, 1995[30]
- Orania walkeri (Sowerby, 1908)[31]
- Orania xuthedra (Melvill, 1893)[32]

## Hình ảnh

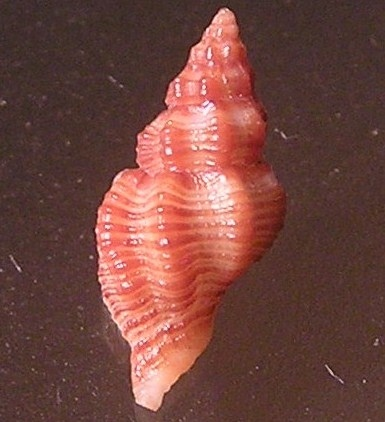
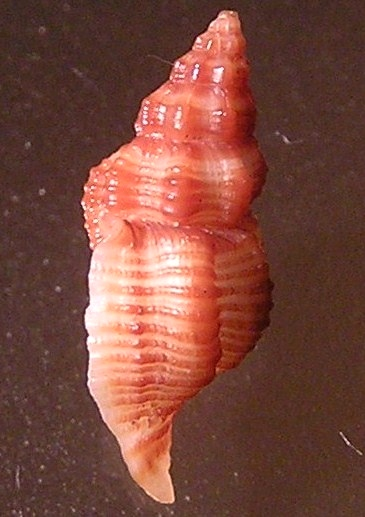
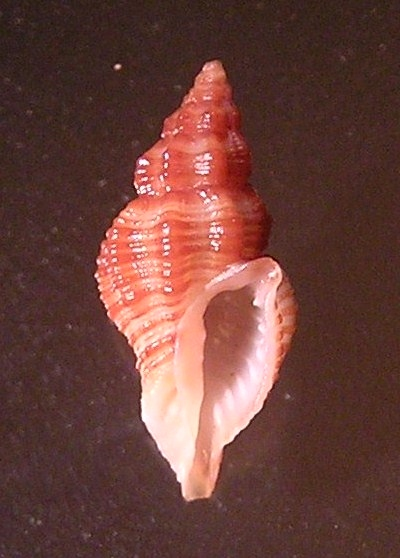
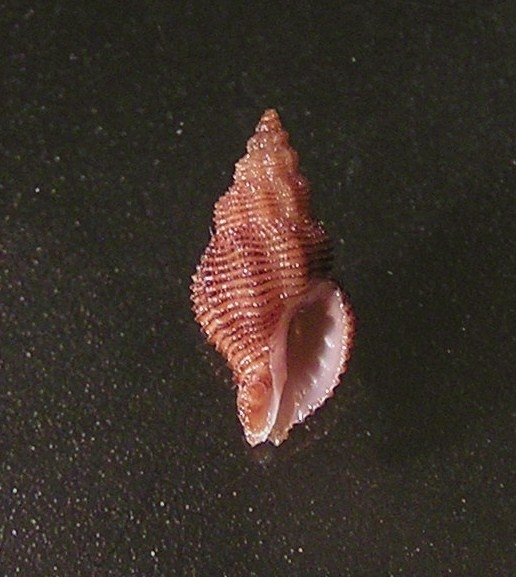